# Gymnastik vid olympiska sommarspelen 1936
Gymnastiken vid de olympiska sommarspelen 1936 i Berlin bestod av 9 grenar i artistisk gymnastik och pågick från den 10 augusti till den 12 augusti 1936.

## Medaljörer
| Event                   | Guld | Silver | Brons |
| Mångkamp, ind. detaljer | Alfred Schwarzmann Tyskland                                                                                               | Eugen Mack Schweiz | Konrad Frey Tyskland |
| Mångkamp, lag detaljer  | Tyskland Franz Beckert Konrad Frey Alfred Schwarzmann Willi Stadel Inno Stangl Walter Steffens Matthias Volz Ernst Winter | Schweiz Walter Bach Albert Bachmann Walter Beck Eugen Mack Georges Miez Michael Reusch Eduard Steinemann Josef Walter                                 | Finland Mauri Nyberg-Noroma Veikko Pakarinen Aleksanteri Saarvala Heikki Savolainen Esa Seeste Einari Teräsvirta Eino Tukiainen Martti Uosikkinen |
| Fristående detaljer     | Georges Miez Schweiz | Josef Walter Schweiz | Konrad Frey Tyskland Eugen Mack Schweiz |
| Räck detaljer           | Aleksanteri Saarvala Finland                                                                                              | Konrad Frey Tyskland | Alfred Schwarzmann Tyskland |
| Barr detaljer           | Konrad Frey Tyskland | Michael Reusch Schweiz | Alfred Schwarzmann Tyskland |
| Bygelhäst detaljer      | Konrad Frey Tyskland | Eugen Mack Schweiz | Albert Bachmann Schweiz |
| Ringar detaljer         | Alois Hudec Tjeckoslovakien                                                                                               | Leon Štukelj Jugoslavien | Matthias Volz Tyskland |
| Hopp detaljer           | Alfred Schwarzmann Tyskland                                                                                               | Eugen Mack Schweiz | Matthias Volz Tyskland |
| Mångkamp, lag detaljer  | Tyskland Anita Bärwirth Erna Bürger Isolde Frölian Friedl Iby Trudi Meyer Paula Pöhlsen Julie Schmitt Käthe Sohnemann     | Tjeckoslovakien Jaroslava Bajerová Vlasta Děkanová Božena Dobešová Vlasta Foltová Anna Hřebřinová Matylda Pálfyová Zdeňka Veřmiřovská Marie Větrovská | Ungern Margit Csillik Margit Kalocsai Ilona Madary Gabriella Mészáros Margit Nagy Olga Tőrös Judit Tóth Eszter Voit                               |

## Medaljtabell
| Pl. | Nation          | Guld | Silver | Brons | Totalt |
| --- | --------------- | ---- | ------ | ----- | ------ |
| 1   | Tyskland        | 6    | 1      | 6     | 13     |
| 2   | Schweiz         | 1    | 6      | 2     | 9      |
| 3   | Tjeckoslovakien | 1    | 1      | 0     | 2      |
| 4   | Finland         | 1    | 0      | 1     | 2      |
| 5   | Jugoslavien     | 0    | 1      | 0     | 1      |
| 6   | Ungern          | 0    | 0      | 1     | 1      |